# Línea 426 (Interurbanos Madrid)
La línea 426 de la red de autobuses interurbanos de Madrid une el área intermodal de Legazpi (Madrid) con Ciempozuelos.

## Características
Esta línea une el área intermodal de Legazpi, en Madrid, con Ciempozuelos a través de la A-4, en un trayecto de 45 minutos de duración entre cabeceras.
La línea no mantiene los mismos horarios todo el año, desde el 1 de julio al 31 de agosto se reducen el número de expediciones los días laborables entre semana (sábados laborables, domingos y festivos tienen los mismos horarios todo el año), además de los días excepcionales vísperas de festivo y festivos de Navidad en los que los horarios también cambian y se reducen.
Está operada por AISA mediante la concesión administrativa VCM-401 - Madrid – Aranjuez – Villarejo de Salvanés (Viajeros Comunidad de Madrid) del Consorcio Regional de Transportes de Madrid.

## Horarios

### 1 septiembre - 30 junio
| Lunes a viernes laborables | Lunes a viernes laborables | Sábados laborables, domingos y festivos | Sábados laborables, domingos y festivos |
| Madrid > Ciempozuelos      | Ciempozuelos > Madrid      | Madrid > Ciempozuelos                   | Ciempozuelos > Madrid                   |
| 06:00                      | 05:20                      | 08:00                                   | 07:00                                   |
| 06:45                      | 06:00                      | 10:30                                   | 09:30                                   |
| 07:00                      | 06:30                      | 12:30                                   | 11:30                                   |
| 07:30                      | 07:00                      | 15:10                                   | 13:40                                   |
| 08:00                      | 07:15                      | 17:15                                   | 16:15                                   |
| 08:40                      | 07:30                      | 19:15                                   | 18:15                                   |
| 08:55                      | 07:45                      | 22:00                                   | 20:40                                   |
| 09:10                      | 08:00                      | 24:00                                   | 23:00                                   |
| 09:30                      | 08:30                      |                                         |                                         |
| 10:00                      | 09:00                      |                                         |                                         |
| 10:40                      | 09:40                      |                                         |                                         |
| 11:20                      | 10:20                      |                                         |                                         |
| 12:00                      | 11:00                      |                                         |                                         |
| 12:40                      | 11:40                      |                                         |                                         |
| 13:20                      | 12:20                      |                                         |                                         |
| 14:00                      | 13:00                      |                                         |                                         |
| 14:40                      | 13:40                      |                                         |                                         |
| 15:20                      | 14:20                      |                                         |                                         |
| 16:00                      | 15:00                      |                                         |                                         |
| 16:40                      | 15:40                      |                                         |                                         |
| 17:20                      | 16:20                      |                                         |                                         |
| 18:00                      | 17:00                      |                                         |                                         |
| 18:40                      | 17:40                      |                                         |                                         |
| 19:20                      | 18:20                      |                                         |                                         |
| 20:00                      | 19:00                      |                                         |                                         |
| 20:40                      | 19:40                      |                                         |                                         |
| 21:20                      | 20:20                      |                                         |                                         |
| 22:00                      | 21:00                      |                                         |                                         |
| 22:40                      | 21:40                      |                                         |                                         |
| 23:20                      | 22:20                      |                                         |                                         |

### 1 julio - 31 agosto
| Lunes a viernes laborables | Lunes a viernes laborables | Sábados laborables, domingos y festivos | Sábados laborables, domingos y festivos |
| Madrid > Ciempozuelos      | Ciempozuelos > Madrid      | Madrid > Ciempozuelos                   | Ciempozuelos > Madrid                   |
| 07:00                      | 06:00                      | 08:00                                   | 07:00                                   |
| 07:30                      | 06:30                      | 10:30                                   | 09:30                                   |
| 08:10                      | 07:00                      | 12:30                                   | 11:30                                   |
| 09:00                      | 07:30                      | 15:10                                   | 13:40                                   |
| 10:00                      | 08:00                      | 17:15                                   | 16:15                                   |
| 11:00                      | 08:30                      | 19:15                                   | 18:15                                   |
| 12:00                      | 09:15                      | 22:00                                   | 20:40                                   |
| 13:00                      | 10:00                      | 24:00                                   | 23:00                                   |
| 14:00                      | 11:00                      |                                         |                                         |
| 15:05                      | 12:00                      |                                         |                                         |
| 16:00                      | 13:00                      |                                         |                                         |
| 17:00                      | 13:50                      |                                         |                                         |
| 18:00                      | 15:00                      |                                         |                                         |
| 19:00                      | 16:00                      |                                         |                                         |
| 20:00                      | 17:00                      |                                         |                                         |
| 21:00                      | 18:00                      |                                         |                                         |
| 22:10                      | 19:00                      |                                         |                                         |
| 23:00                      | 20:00                      |                                         |                                         |
|                            | 21:00                      |                                         |                                         |
| 22:00                      |                            |                                         |                                         |

## Recorrido y paradas

### Sentido Ciempozuelos
| Código                                                                          | Parada                                    | Común con                                                            | Conexiones con Metro   | Municipio    | Zona |
| ------------------------------------------------------------------------------- | ----------------------------------------- | -------------------------------------------------------------------- | ---------------------- | ------------ | ---- |
| 16736                                                                           | P.º de La Chopera - Legazpi               | 421 422 424 429 VAC-231                                              | Legazpi                | Madrid       |      |
| 5718                                                                            | Glorieta de Cádiz                         | 411 421 422 424 447 448 18 22 59 76 79 85 86                         | Almendrales            | Madrid       |      |
| 1132                                                                            | Hospital 12 de Octubre                    | 411 421 422 423 424 429 447 448 18 22 59 76 79 85 86 VAC-158 VAC-231 | Hospital 12 de Octubre | Madrid       |      |
| 1172                                                                            | Avenida de Andalucía-Centro Comercial     | 411 421 422 424 447 448 22 59 79 85                                  | Ciudad de los Ángeles  | Madrid       |      |
| 16729                                                                           | Av. Andalucía - Villaverde Bajo Cruce     | 421 422 423 424 429 447 VAC-158 VAC-231                              | Villaverde Bajo Cruce  | Madrid       |      |
| Las expediciones con paso por el cuartel de Pinto realizan la siguiente parada: |                                           |                                                                      |                        |              |      |
| 08057                                                                           | Pinto - Guardia Civil                     | 412 413 414 VAC-231                                                  |                        | Pinto        |      |
| Las expediciones con paso por Valdemoro realizan la siguiente parada:           |                                           |                                                                      |                        |              |      |
| 20174                                                                           | Av. Andalucía - Federico Marín            | 423 424 2 5 6 VAC-231                                                |                        | Valdemoro    |      |
| Paradas del itinerario común                                                    |                                           |                                                                      |                        |              |      |
| 15382                                                                           | Narciso Monturiol - Av. B. Daza de Valdés | 423 5                                                                |                        | Valdemoro    |      |
| 12496                                                                           | Av. Madrid - Ctra. M404                   | 410 425 1                                                            |                        | Ciempozuelos |      |
| 09539                                                                           | Estrellas - Av. Madrid                    | 410 425 1                                                            |                        | Ciempozuelos |      |
| 08020                                                                           | Estrellas - Castilla La Nueva             | 410 425 1                                                            |                        | Ciempozuelos |      |
| 15825                                                                           | Av. Consuelo - Cervantes                  | 410 425 1                                                            |                        | Ciempozuelos |      |
| 08025                                                                           | Av. Consuelo - Luna                       | 410 425 1                                                            |                        | Ciempozuelos |      |
| 08023                                                                           | Av. Belén - Ventura Rodríguez             | 425 1                                                                |                        | Ciempozuelos |      |
| 17884                                                                           | Urbanización Parque Olimpia - Av. Belén   | 425 1                                                                |                        | Ciempozuelos |      |

### Sentido Madrid
| Código                                                                   | Parada                                     | Común con                                                            | Conexiones con Metro   | Municipio    | Zona |
| ------------------------------------------------------------------------ | ------------------------------------------ | -------------------------------------------------------------------- | ---------------------- | ------------ | ---- |
| 17884                                                                    | Urbanización Parque Olimpia - Av. Belén    | 425 1                                                                |                        | Ciempozuelos |      |
| 08022                                                                    | Av. Belén - Manuel de Falla                | 425 1                                                                |                        | Ciempozuelos |      |
| 08024                                                                    | Av. Consuelo - Av. Belén                   | 410 425                                                              |                        | Ciempozuelos |      |
| 15538                                                                    | Av. Consuelo - Doctor Rivas                | 410 425                                                              |                        | Ciempozuelos |      |
| 08021                                                                    | Estrellas - Av. Venerable Madre Mª Antonia | 410 425                                                              |                        | Ciempozuelos |      |
| 09538                                                                    | Av. Madrid - Estrellas                     | 410 425                                                              |                        | Ciempozuelos |      |
| 12497                                                                    | Av. Madrid - Colonia San Benito            | 410 425                                                              |                        | Ciempozuelos |      |
| 09324                                                                    | Av. Andalucía - Pol. Ind. Valmor           | 423                                                                  |                        | Valdemoro    |      |
| Las expediciones sin paso por Valdemoro NO realizan la siguiente parada: |                                            |                                                                      |                        |              |      |
| 10763                                                                    | P.º Estación - Alberiza                    | 422 423 428 VAC-231                                                  |                        | Valdemoro    |      |
| Paradas del itinerario común                                             |                                            |                                                                      |                        |              |      |
| 16730                                                                    | Av. Andalucía - Villaverde Bajo Cruce      | 421 422 423 424 429 447 VAC-158 VAC-231                              | Villaverde Bajo Cruce  | Madrid       |      |
| 1173                                                                     | Avenida de Andalucía-Centro Comercial      | 411 421 422 424 447 448 22 59 79 85                                  | Ciudad de los Ángeles  | Madrid       |      |
| 5380                                                                     | Hospital 12 Octubre                        | 411 421 422 423 424 429 447 448 18 22 59 76 79 85 86 VAC-158 VAC-231 | Hospital 12 de Octubre | Madrid       |      |
| 5704                                                                     | Glorieta de Cádiz                          | 411 421 422 424 447 448 18 22 59 76 79 85 86                         | Almendrales            | Madrid       |      |
| 16736                                                                    | P.º de La Chopera - Legazpi                | 421 422 424 429 VAC-231                                              | Legazpi                | Madrid       |      |